# Dicranum atratum
Dicranum atratum là một loài rêu trong họ Dicranaceae. Loài này được Geh. mô tả khoa học đầu tiên năm 1879.